# Danny Ortiz
Josué Danny Ortiz Maldonado (Coatepeque, Quetzaltenango, Guatemala, 26 de julio de 1976 -  Ciudad de Guatemala, Guatemala, Guatemala, 29 de febrero de 2004) fue un futbolista guatemalteco que se desempeñaba como portero.
Ortiz inició el fútbol con Deportivo Suchitepéquez, fichado por un año, luego pasa a ser parte de Deportivo Carchá. Posteriormente sería contratado por los equipos con más títulos en la historia del fútbol chapín, pasando a las filas de Comunicaciones y Municipal.
Durante su carrera a nivel internacional, fue convocado por la Selección de fútbol de Guatemala, hizo su debut con la bicolor en el 2001 participó con el equipo chapín, en la Copa Uncaf 2001 y en la Copa de Oro de la Concacaf 2002.
El arquero, en aquel entonces titular de Municipal, dejaría su vida en el terreno de juego, del Estadio Mateo Flores, en el Clásico 211, disputado el 29 de febrero de 2004, tras un choque al minuto ´76, con el delantero crema, Mario Rodríguez. Posteriormente a esa jugada, Ortiz fue asistido por el cuerpo médico, y trasladado a un centro asistencial en zona 10. El arquero sufrió un desgarro pericardio, no detectado cuando fue ingresado a urgencias, consecuencia de ello sufrió un paro cardiaco y la muerte.

## Selección nacional
Fue internacional con la Selección de fútbol de Guatemala desde 2001. Debutó contra Selección de fútbol de Panamá y su último juego con Selección fue en octubre de 2002, partido amistoso ante Selección de fútbol de Jamaica.

### Participaciones en Copas Regionales
| Copa            | Sede           | Resultado    |
| --------------- | -------------- | ------------ |
| Copa Uncaf 2001 | Honduras       | Campeón      |
| Copa Oro 2002   | Estados Unidos | Primera fase |

## Clubes
| Club                    | País      | Año       |
| ----------------------- | --------- | --------- |
| Deportivo Suchitepéquez | Guatemala | 1998-1999 |
| Deportivo Carchá        | Guatemala | 2000-2001 |
| Comunicaciones          | Guatemala | 2001-2002 |
| Municipal               | Guatemala | 2002-2004 |

## Palmarés

### Campeonatos nacionales
| Título   | Club                                   | País      | Año  |
| -------- | -------------------------------------- | --------- | ---- |
| Apertura | Club Social y Deportivo Comunicaciones | Guatemala | 2002 |
| Apertura | Club Social y Deportivo Municipal      | Guatemala | 2003 |

### Copas Internacionales
| Título                 | Club                             | País Sede | Año  |
| ---------------------- | -------------------------------- | --------- | ---- |
| Copa de Naciones Uncaf | Selección de fútbol de Guatemala | Honduras  | 2001 |

### Distinciones individuales
| Distinción            | Año  |
| --------------------- | ---- |
| Portero Menos Vencido | 2002 |